# Associação Brasileira de Educação
Associação Brasileira de Educação (ABE)  é uma instituição sem finalidade lucrativa localizada no Rio de Janeiro, fundada em 15 de outubro de 1924, sob inspiração  de Heitor Lyra da Silva.
Reunia educadores, médicos, advogados, engenheiros e outros profissionais que buscavam aglutinar os esforços de todos aqueles que acreditavam ser possível transformar o país pela educação, promovendo, através de campanhas educacionais, uma reforma na mentalidade das elites.
Em 2006, por decreto federal do governo Lula, o arquivo privado da associação tornou-se de interesse público e social por possuir documentos relevantes para a história, a cultura e o desenvolvimento do Brasil.